# Legge quadro Defferre

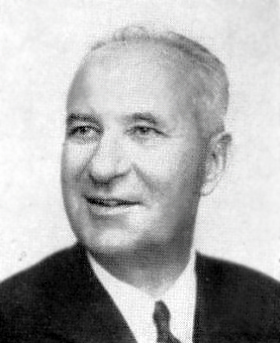
Gaston Defferre, ministro della Francia d'oltremare e propositore della legge.

La legge nº 56-619 del 23 giugno 1956 detta legge quadro Defferre è una legge adottata il 23 giugno 1956 dalla Francia, che viene talvolta indicata come l'inizio del processo di decolonizzazione intrapreso dalla Francia nel secondo dopoguerra.
La legge fu proposta da Gaston Defferre, allora ministro della Francia d'oltremare e sindaco di Marsiglia, da Félix Houphouët-Boigny primo presidente della Costa d'Avorio e sindaco di Abidjan; consentiva l'istituzione, nei possedimenti coloniali francesi, di organismi governativi locali eletti per suffragio universale e con un certo grado di autonomia esecutiva rispetto al governo centrale francese. Sebbene le modalità di scrutinio rimanessero favorevoli ai "coloni" francesi rispetto alle popolazioni indigene, la legge quadro fu anche notevole perché indigeni e coloni venivano per la prima volta equiparati all'interno di un unico collegio.